# GEOnet Names Server
База GEOnet Names Server (GNS, «Сервер названий GEOnet») содержит точки за пределами Соединённых Штатов и Антарктики. В ней хранятся официальные названия местностей согласно решениям Национального агентства геопространственной разведки и Совета США по географическим названиям. Использование данных GNS не ограничивается лицензиями или авторскими правами.
Каждая запись базы — строка, где, помимо прочего, указаны широта/долгота точки, название в UTF-8 и транслите, и тип точки по классификации (Feature Classification Code): реки, горы, населённые пункты и т. п.
Файлы по отдельным странам, или один на всё (около 220 мб), можно найти по адресу https://web.archive.org/web/20120709181017/http://earth-info.nga.mil/gns/html/namefiles.htm
Данные обновляются ежемесячно, хотя периодичность зависит от страны. Добавленное в базу название никогда не удаляется из неё, если это не очевидный дубликат. Координаты часто бывают неточными.